# Чумаель (муниципалитет)
Чумаель (исп. Chumayel) — муниципалитет в Мексике, штат Юкатан, с административным центром в одноимённом посёлке. Численность населения, по данным переписи 2010 года, составила 3148 человек.

## Общие сведения
Название Chumayel с майянского языка можно перевести как место негорящих тыкв или место, где семена.
Площадь муниципалитета равна 84 км², что составляет 0,21 % от общей площади штата, а наивысшая точка — 18 метров, расположена в поселении Санта-Ана.
Он граничит с другими муниципалитетами Юкатана: на севере с Текитом, на востоке с Майяпаном, на юге с Теабо, на юго-западе с Мани, и на западе с Мамой.

## Учреждение и состав
Муниципалитет был сформирован в период с 1900 по 1910 годы, в его состав входит 4 населённых пункта, самым крупным из которых является административный центр:
| Код INEGI | Населённый пункт                                                                 | Численность населения (2005 год) | Численность населения (2010 год) |
| --------- | -------------------------------------------------------------------------------- | -------------------------------- | -------------------------------- |
| 024       | Всего                                                                            | 2937                             | 3148                             |
| 0001      | Чумаель (исп. Chumayel) 20°25′42″ с. ш. 89°18′04″ з. д. (административный центр) | 2924                             | 3135                             |
| 0035      | Безымянный (исп. NINGUNO) 20°25′52″ с. ш. 89°18′30″ з. д.                        | 7                                | 6                                |
| 0037 0007 | Сан-Педро-и-Пабло (исп. San Pedro y Pablo) 20°25′46″ с. ш. 89°18′40″ з. д.       | 6                                | 5                                |
| 0033      | Санта-Ана (исп. Santa Ana) 20°27′35″ с. ш. 89°15′33″ з. д.                       | —                                | 2                                |

## Экономика
По статистическим данным 2000 года, работоспособное население занято по секторам экономики в следующих пропорциях:
- сельское хозяйство и скотоводство — 40,1 %;
- производство и строительство — 33,9 %;
- торговля, сферы услуг и туризма — 25,7 %.
- безработные — 0,3 %.

## Инфраструктура
По статистическим данным 2010 года, инфраструктура развита следующим образом:
- электрификация: 97,4 %;
- водоснабжение: 99,6 %;
- водоотведение: 54,8 %.

## Достопримечательности
В муниципалитете можно посетить собор Непорочного зачатия, построенный в XVI веке, а также бывшую асьенду Укум.